# Žerotín (Olomouc)
Žerotín é uma comuna checa localizada na região de Olomouc, distrito de Olomouc.